# Baby Won't You Please Come Home
Baby Won't You Please Come Home är en jazzlåt skriven av Clarence Williams och Charles Wayfield 1919. Den har spelats in otaliga gånger och kända inspelningar har gjorts av Bessie Smith, The Mills Brothers, Django Reinhardt, Lionel Hampton, Louis Armstrong, Count Basie, Bing Crosby. Benny Goodman, Nat King Cole, Ray Charles, Jack Teagarden, Frank Sinatra, Billie Holiday, Ella Fitzgerald, Sam Cooke, Sarah Vaughan, Dinah Washington, Miles Davis, Dean Martin, Gloria Lynne och Ricky Nelson.